# Убийство халифа Али

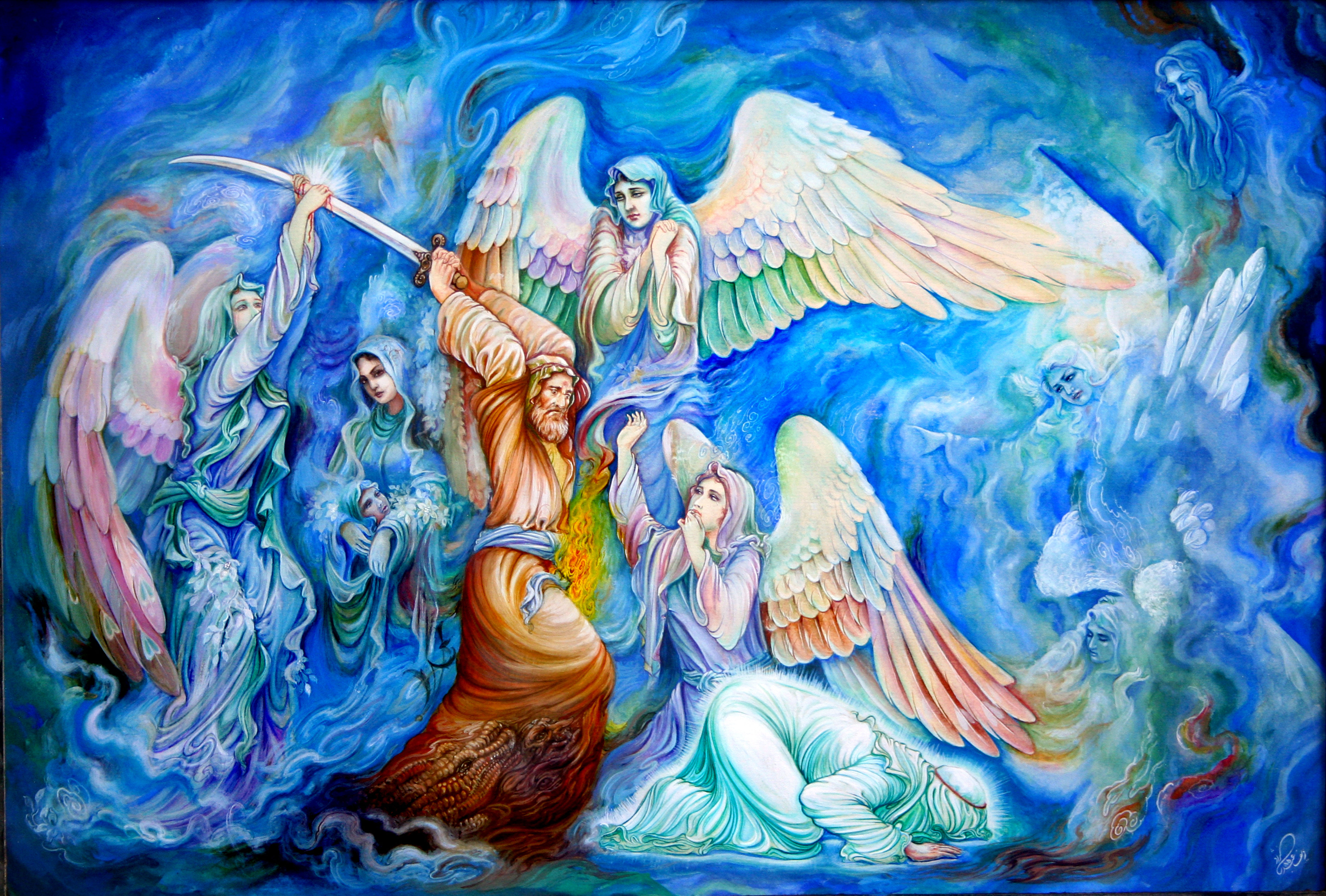
День мученической смерти Имама Али. Юсеф Абдинеджад, современный иранский художник.
Иранские критики с сайта Khabar Online описывают работу Абдинеджада как демонстрацию «двойственности» с использованием разных цветовых спектров. Цвета синего спектра «пропорциональны» бирюзовому цвету, используемому для рисования Али, а световые лучи, исходящие от тела имама, и угловатые фигуры — это набор элементов, используемых художником для показания своего рода духовности и святости халифа. С другой стороны, Ибн Мулджам окрашен в коричневый в окружении цветов синего спектра, а на его ногах видны злые существа. Из тела убийцы исходит пламя, которое художник использовал, чтобы показать судьбу убийцы, то есть адский огонь. На лбу Ибн Мулджама виден отпечаток мохры. Образ Али достаточно популярен в мусульманской культуре, как шиитской, так и суннитской

Али ибн Абу Талиб, четвёртый суннитский праведный халиф и первый имам шиитов, был смертельно ранен ударом меча по голове, который ему нанёс хариджит Абдуррахман ибн Мулджам 26 января 661 года в Великой мечети эль-Куфы, и через два дня, 28 января 661 года, скончался от ран, после чего старший сын халифа Хасан ибн Али казнил Ибн Мулджама по завещанию отца в отместку за совершённое им действие.
Когда в 656 году мятежники убили халифа Усмана, мусульманская община раскололась на два лагеря: сторонников Али, которого провозгласили халифом, и противоборствующие ему силы в лице двух сподвижников — вдовы Мухаммеда и наместника Сирии Муавии. Результатом стало начало крупной гражданской войны, в ходе которой войска сподвижников и вдовы были разгромлены, а безрезультатное противостояние с Муавией привело к организации третейского суда. Последний вызвал мятеж группы бойцов, недовольных Али, получивших название «хариджиты». Жестокая расправа над мятежниками привела к организации заговора с целью убийства халифа, который был исполнен Абдуррахманом ибн Мулджамом. Одновременно с этим произошло покушение на Муавию, однако о нём практически ничего не известно.

## Предыстория
Убийству Али ибн Абу Талиба предшествовала длинная цепочка событий, начавшаяся после смерти Мухаммеда, пророка ислама, и связанная с вопросом преемственности власти над мусульманской общиной. Существует ряд свидетельств, согласно которым наследником Мухаммеда во главе арабов должен был стать его двоюродный брат, зять и сподвижник Али. Однако видные курайшиты, объединившись на совете, решили иначе. Собрание присягнуло на верность тестю пророка, Абу Бакру, провозгласив последнего халифом (халифа расуль Аллах, «Заместитель посланника Аллаха»). Уже тогда единая община раскололась на две части, которые в будущем получили наименование суннитов и шиитов. Первые настаивали, что Мухаммед не называл своего преемника, оставив возможность его избрания за общиной. Вторые же уверены, что он выбрал в этом качестве Али, ссылаясь на событие в Гадир Хумме. Скончавшемуся от естественных причин Абу Бакру наследовал также избранный на выборах Умар ибн аль-Хаттаб, убитый своим рабом в 644 году. Со смертью последнего на вакантный пост халифа претендовали два близких сподвижника: Усман ибн Аффан и Али. Судьбу халифата вновь решил совет выборщиков, который передал бразды правления первому из них. Но в 656 году Усмана убили в ходе мятежа, начавшегося из-за его правления, которое многие жители халифата оценили как не соответствующее нормам ислама, и тогда мусульманская община провозгласила Али халифом. Данное событие послужило поводом для начала первой крупной гражданской войны в исламском мире, получившей название «Фитна» (дословно — «Смута»). Хотя Али был избран халифом с титулом «Рашид» («Праведный»), через пять дней после начала правления он столкнулся с явным противодействием, причём с двух разных сторон: в Мекке против его правления единовременно и сообща выступили вдова Мухаммеда Аиша, его сподвижник Тальха ибн Убайдуллах и двоюродный брат как Мухаммеда, так и Али Аз-Зубайр ибн аль-Аввам. С другой стороны оказался назначенный Усманом наместник Сирии Муавия ибн Абу Суфьян из Омейядов, который тоже отказался признать его халифом и объявил об отделении провинции от халифата. Основным требованием со стороны противников Али были выдача и наказание убийц халифа Усмана. В 656 году Али одержал победу над Аишей и сподвижниками Мухаммеда в Верблюжьей битве. В следующем году он столкнулся с армией Муавии при Сиффине. Последнее сражение зашло в тупик, и Али был вынужден вступить в переговоры.
Один из отрядов армии Али, получивший позднее прозвище «хариджиты» (также «хавариджи», дословно — «Те, кто покидают/уходят»), выступил резко против третейского суда. Его члены считали, что в подобных вопросах найти правду можно, только обратившись к Богу. В 658 году они подняли восстание против Али и открыто угрожали убийством любому мусульманину, который не присоединится к ним. Али дал бой мятежникам при Нахраване. Выступление против хариджитов далось Али нелегко, и, несмотря на полный разгром мятежников, его армия оказалась значительно ослаблена
После битвы при Нахраване один из хариджитов, Абдуррахман ибн Мулджам, встретился в Мекке с аль-Бараком ибн Абдаллахом и Амром ибн Бакром ат-Тамими. После церемоний паломничества они долго обсуждали сложившуюся ситуацию и пришли к выводу, что ситуация, в которой оказалась мусульманская община, сложилась из-за Али, Муавии и Амра ибн аль-Аса. Всех троих они назвали «заблудшими» и поклялись убить их, чтобы «положить конец страданиям» и отомстить за погибших товарищей. Там же троица выбрала дату убийства и определилась с конкретными жертвами. По их плану, все трое должны были умереть в один день.

### Али и его предсказание о судьбе
Согласно исламской традиции, Али знал о своей судьбе, но разные летописные источники расходятся в том, откуда. Одни заявляют, что у Али было внутреннее предчувствие, другие же уверены, что об этом ему говорил сам Мухаммед. Согласно одним исламским источникам, однажды последний или сам Али обнаружил, что борода будущего халифа окрашена в красный, и что виной тому — кровь, что течёт из его головы. Согласно другим преданиям, сам Мухаммед заявлял, что самым гнусным из древних людей был убийца пророка Салиха, а самым гнусным из их современников станет убийца Али. Согласно им же, в ночь перед убийством Али вспоминал слова Мухаммеда и, выйдя на улицу, сказал, что «пророчество вот-вот сбудется». За ним побежали гуси, что громко гоготали, и, по словам Али, готовились оплакивать его похороны.

## Убийство

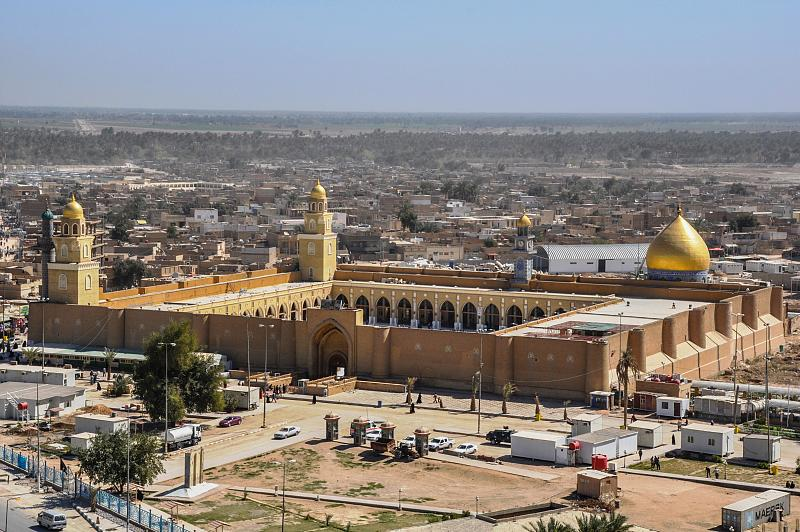
Великая мечеть эль-Куфы, место убийства Али, где он вёл утреннюю молитву

Убийцей Али стал Абдуррахман ибн Мулджам родом из Египта. Его отец происходил из Химьяра, но самого Абдуррахмана арабы причисляли к Мурадам из-за родства с ними по материнской линии, благодаря чему среди его союзников были джабалиты, бану из племенной группы Кинда. Он хотел убить Али чтобы окончательно отомстить за расправу над лидерами движения хариджитов при Нахраване.
В эль-Куфе Ибн Мулджам встретил группу паломников из племени Тайм ар-Рибаб, которые оплакивали смерть своих соплеменников при Нахраване. Среди них была женщина по имени Гатам, дочь аль-Ахдара из Тайма. По словам суннитского историка Али ас-Салляби, увидев эту женщину, Абдуррахман «потерял рассудок» и, «забыв о задании», ради которого приехал в город, сделал ей предложение руки и сердца. Гатам согласилась выйти замуж за Абдуррахмана, если он «исцелит её» и сделает свадебный подарок: убьёт Али и принесёт в дар три тысячи дирхамов и двух слуг, мальчика и женщину. Аналогичное событие упоминает и Олег Большаков, при этом отмечая, что об этом рассказывает в своей летописи арабский историк аль-Куфи. Историк считает его слова излишне романтизированным описанием событий и при этом отмечает, что вероятность единовременного покушения тоже мала, но поскольку точных данных о попытках убийства Муавии и Ибн аль-Аса нет, что-либо утверждать по этому поводу также нельзя. Как и Ибн Мулджам, женщина жаждала мести халифу, от рук бойцов которого погибли её отец и брат. В убийстве Али Абдуррахману помогали два сообщника: Шабиб бин Банджура и Вардан бин Муджалид, представитель племени Тайм аль-Рабаб. Обоих убедила участвовать в убийстве Гатам. Заговорщики расположились напротив двери, через которую Али обычно входил в мечеть.
26 января 611 года Али вошёл в Великую мечеть эль-Куфы, чтобы совершить традиционную утреннюю молитву. После того, как халиф прочитал стихи из суры аль-Анбия или после того, как он вошёл в мечеть, один из сообщников нанёс первый удар, который оказался неудачным. Тогда Абдуррахман напал на Али сзади и ударил его в макушку отравленным клинком. Но меч не пронзил Али, как это планировалось изначально. Вместо этого он поразил деревянную дверь или раму. Не преуспев в попытке убийства, Абдуррахман попытался сбежать, был пойман одним из стражников, однако затем вырвался из его рук и бежал. Один из сподвижников убийцы, Вардан, бежал домой, в поисках поддержки рассказал о случившемся своему родственнику Абдаллаху ибн Наджабу ибн Убайду и был им убит. Самого Ибн Мулджама поймал аль-Муглра ибн Науфал ибн аль-Харис из династии Хашимитов.
Али приказал казнить убийцу в качестве акта мести, если он умрёт от ран, промолвив: «Душу за душу. Если умру, то убейте, а если останусь, то сам разберусь с ним». Халиф скончался через два дня после нанесения раны, 28 января 661 года, в возрасте около 60—63 лет, и Хасан ибн Али по завещанию отца казнил Ибн Мулджама. Некоторые арабские историки писали, что клинок был смазан ядом, и смерть Али была крайне мучительной, но Большаков отмечает, что сильнодействующий яд, вероятно, убил бы халифа быстрее.

### Роль аль-Ашаса ибн Кайса
Аль-Ашас ибн Кайс был вождём Кинда в эль-Куфе. Согласно немецко-американскому востоковеду Вильферду Маделунгу, в последние годы правления Али он имел склонность поддерживать Муавию и даже получил от него письмо с предложением денег в случае отказа от поддержки действующего халифа и переходе на сторону повстанцев. По данным некоторых исламских источников, аль-Ашас был проинформирован о заговоре с целью убийства Али. Согласно аль-Якуби, аль-Ашас принял Ибн Мулджама за месяц до нападения. Ибн Сад аль-Багдади говорил, что он провёл ночь перед убийством в мечети, консультируя Абдуррахмана, а утром дал команду о начале нападения, произнеся слова «Утро улыбнулось». Многие источники приводят максимально двусмысленную фразу аль-Ашаса: «Заря встала для тебя». Шииты трактуют её как посыл Ибн Мулджаму, что заря встала для него и наступило удачное время для убийства. Вскоре после совершения злодеяния арабский военачальник Худжр ибн Ади обвинил аль-Ашаса в соучастии в нём. По словам некоторых источников, после того, как Али был ранен, аль-Ашас послал своего сына, чтобы определить состояние халифа. Его слова, обращённые к послу, при этом предполагали, что он был уверен в смертельном ранении Али. В целом же роль аль-Ашаса в событиях так и остаётся неясной. Сообщения в источниках варьируются от прямых обвинений до фактического оправдания и присяги на верность.

### Погребение
Тело Али омыли его сыновья Хасан, Хусейн, Мухаммад ибн Али аль-Ханафия и один из его племянников, Абдуллах ибн Джафар. Затем они и Убайдаллах ибн аль-Аббас захоронили тело втайне от остальных арабов, поскольку опасались, что оно может быть эксгумировано и осквернено. Некоторые источники утверждают, что Али похоронен в мечети в мухафазе Наджаф на территории современного Ирака, в то время как другие называют местом его захоронения Голубую мечеть в афганском городе Мазари-Шариф. В первом месте его смерть ежегодно оплакивают шииты, а во втором — сунниты.

## Последствия
По словам Вильферда Маделунга, в годы жизни халифа лишь незначительное меньшинство мусульман было убеждено, что он «был лучшим из мусульман после пророка и единственным, кто имел право управлять ими». После смерти Али взгляды на его деятельность стали отличаться крайней полярностью. Недоверие к Муавии и противодействие ему и его сирийским соратникам объединяло большинство арабов. У Али стало больше поклонников из-за «своеволия, плохого управления и репрессий», которыми «было окутано» правление Омейядов.
После убийства Али шииты Ирака объявили его старшего сына Хасана преемником, тем самым провозгласив его новым халифом. Для сторонников Али это было естественным процессом. При этом сам Али преемника не называл, но «ни у кого из присутствующих не было сомнения, что это должен быть он». По словам ат-Табари, на вопрос о возможном наследнике Али ответил лишь: «Я не приказываю вам это и не запрещаю: вам виднее». После смерти халифа мусульмане собрались в мечети, и Хасан объявил о кончине отца, возглавив молитву. После этого Убайдаллах ибн аль-Аббас заявил о необходимости присягнуть старшему отпрыску покойного халифа. Первым обряд рукобития выполнил Кайс ибн Саад, который был одним из главных среди присутствующих. За ним последовали остальные. Население также присягнуло на верность Хасану, который «не вызывал никаких дурных ассоциаций». Аиша же отреагировала на это стихотворной строкой: «Посох брошен, и достигнута цель, и рад возвращению путник».

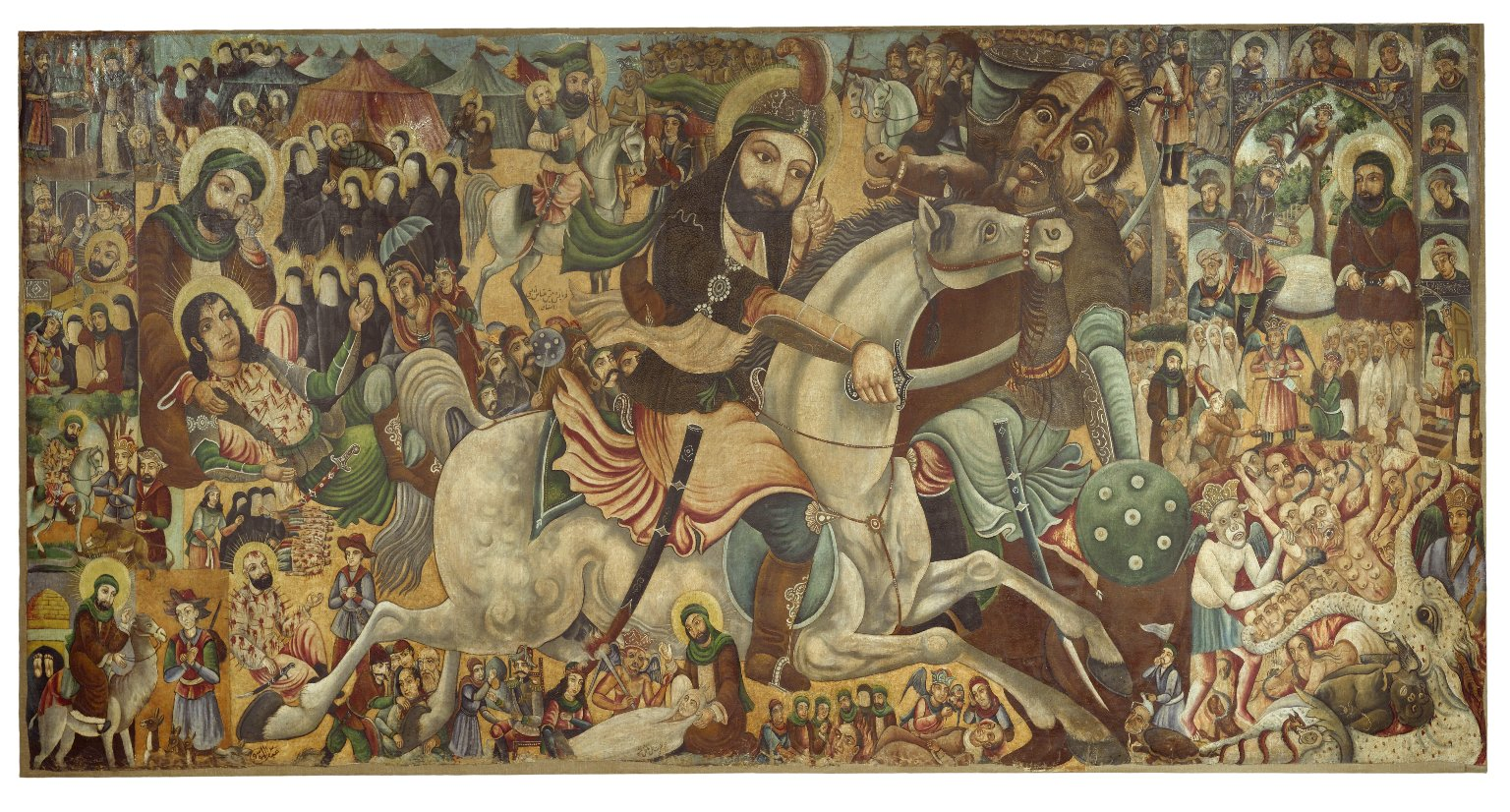
Аббас аль-Мусави, «Битва при Кербеле». Бруклинский музей, Нью-Йорк

Смерть Али стала шоком для многих его сторонников, в особенности сабаитов. Лидер и эпоним течения Абдуллах ибн Саба тогда заявил: «Он не умер и не умрёт, пока не завладеет миром». О реакции в отдалённых от Ирака провинциях халифата мало что известно.
Несмотря на доверие населения и многих видных мусульман, Хасан не был заинтересован в правлении и, чтобы предотвратить дальнейшее кровопролитие, подписал мирный договор с Муавией и отрёкся от престола в его пользу. Этим жестом он провозгласил начало Омейядского халифата и окончательное падение Праведного. В 680 году в возрасте семидесяти пяти лет Муавия скончался в Дамаске, и в следующем году его преемником был провозглашён Язид I, сын халифа. Но брат Хасана Хусейн ибн Али отказался принять руководство Язида. После того, как в том же году его пригласили куфийцы, Хусейн начал свой поход против Омейядов. Но во время пребывания в Кербеле его вместе с семьёй убили войска Язида в битве под стенами города 10 октября 680 года. Его смерть является скорбным днём для всех шиитов, хотя почти все мусульмане вспоминают Хусейна каждый год во время Мухаррама, отдавая дань уважения внуку пророка Мухаммеда и жестокому убийству его семьи.
Принадлежность Абдуррахмана ибн Мулджама к ранним хариджитам является господствующим в науке мнением и не оспаривается в научной среде. В то же время в исламских кругах существуют разногласия по этому поводу. Современные ибадиты считают, что он не был связан с ними, а само убийство Али является его личным решением, о котором лидеры мухаккимитов (ранних хариджитов) не были проинформированы и к которому не имели отношения. По мнению ибадитов, культ почитания убийцы Али возник у поздних и наиболее крайних течений хариджитов, таких как азракиты, которые, по их словам, отошли от «правильного пути». Современные ибадиты, ровно как и сунниты, осуждают поступок Абдуррахмана и настаивают на невиновности глав хариджитов. Существует также мнение, что Абдуррахман был одним из спасшихся в ходе битвы при Нахраване, однако не общепринятое.